# Marcin Gawrycki
Marcin Florian Gawrycki (ur. 7 sierpnia 1975 w Giżycku) – polski politolog i latynoamerykanista, profesor nauk społecznych, profesor  na Wydziale Nauk Politycznych i Studiów Międzynarodowych Uniwersytetu Warszawskiego, badacz stosunków międzynarodowych, specjalista w zakresie polityki i historii państw Ameryki Łacińskiej.

## Kariera naukowa
Ukończył studia magisterskie w Centrum Studiów Latynoamerykańskich Uniwersytetu Warszawskiego (1999) oraz w Instytucie Stosunków Międzynarodowych UW (ISM UW) (2000), a także Studium Bezpieczeństwa Narodowego przy ISM UW i BBN. Następnie podjął studia doktoranckie w ISM UW, zakończone obronionym w 2004 doktoratem na temat Między wojną i pokojem - narodowe i międzynarodowe koncepcje rozwiązania konfliktu zbrojnego w Kolumbii (promotor - Wiesław Dobrzycki). W tym samym roku został stypendystą Fundacji na rzecz Nauki Polskiej. W 2008 uzyskał habilitację na podstawie rozprawy Geopolityka w myśli i praktyce politycznej Ameryki Łacińskiej. W 2015 otrzymał z rąk Prezydenta RP tytuł naukowy profesora nauk społecznych.
Obecnie jest kierownikiem Zakładu Studiów Pozaeuropejskich ISM UW, gdzie pracuje jako profesor zwyczajny. Był również pracownikiem Katedry Nauk Społecznych Uniwersytetu Przyrodniczego w Poznaniu.

## Wybrane publikacje
- Cyberterroryzm i problemy bezpieczeństwa informacyjnego we współczesnym świecie, Warszawa 2003 (wspólnie z Agnieszką Bógdał-Brzezińską)
- Między wojną a pokojem - narodowe i międzynarodowe koncepcje rozwiązania konfliktu zbrojnego w Kolumbii, Wydawnictwa Uniwersytetu Warszawskiego 2004
- Unia Europejska - Ameryka Łacińska i Karaiby: trudne partnerstwo dwóch regionów, Warszawa 2004
- Kuba i rewolucja w Ameryce Łacińskiej, Toruń 2004
- Polityka zagraniczna państw Ameryki Łacińskiej, (redakcja naukowa), Wydawnictwa Uniwersytetu Warszawskiego 2006
- Ameryka Łacińska wobec wyzwań globalizacji, Toruń 2006 (redakcja naukowa)
- Kuba i Afryka. Sojusz dla rewolucji, Warszawa 2006 (redakcja naukowa wspólnie z Wiesławem Lizakiem)
- Procesy integracyjne w Ameryce Łacińskiej, Warszawa 2007 (redakcja naukowa)
- Geopolityka w myśli i praktyce politycznej Ameryki Łacińskiej, Warszawa 2007
- Ameryka Łacińska w regionie Azji i Pacyfiku, Toruń 2007 (redakcja naukowa)
- Wenezuela i rewolucja (boliwariańska) w Ameryce Łacińskiej, Toruń 2008
- Dzieje kultury latynoamerykańskiej, Warszawa 2009 (redakcja naukowa)
- W pogoni za wyobrażeniami. Próba interpretacji polskiej literatury podróżniczej poświęconej Ameryce Łacińskiej, Wydawnictwa Uniwersytetu Warszawskiego 2010
- Liga Narodów Wybranych, (wspólnie z Agnieszką Bógdał-Brzezińską) Wydawnictwa Uniwersytetu Warszawskiego 2010
- Uwikłane obrazy. Hollywoodzki film a stosunki międzynarodowe, Wydawnictwa Uniwersytetu Warszawskiego 2011
- Podporządkowanie - niedorozwój - wyobcowanie. Postkolonializm a stosunki międzynarodowe (współautor: Andrzej Szeptycki), Wydawnictwa Uniwersytetu Warszawskiego 2011